# Скейт-кухня
«Скейт-кухня» (англ. Skate Kitchen) — американский фильм-драма Кристал Мозелл 2018 года о девушках-скейтерах из Нью-Йорка. Это первый полнометражный художественный фильм Мозелл, хотя ранее она уже снимала документальные фильмы и короткометражки.
Кристал Мозелл познакомилась с девушками-скейтерами в поезде метро. Для итальянского бренда одежды Miu Miu она сняла про них короткометражный фильм «That One Day» (2016). Позже Мозелл развила эту тему, написав полноценный сценарий, по которому сняла уже полнометражный фильм. Премьера фильма прошла на кинофестивале «Сандэнс» в январе 2018 года.
В мае 2020 года телесеть HBO запустила сериал «Бетти», который продолжает историю фильма.

## Сюжет
Камилла — застенчивая 17-летняя девушка, увлекающаяся скейтбордингом. Она живёт на Лонг-Айленде вместе со своей мамой. После инцидента со скейтбордом, когда Камилла серьёзно поранила себя, мать запрещает ей ещё когда-либо вставать на доску. Камилле приходится дать матери обещание больше не кататься, но бросить своё увлечение она не может. В Инстаграме она следит за группой «Скейт-кухня», девушек-скейтеров с Манхэттена. Когда те организуют свою встречу в скейт-парке Чайна-тауна, Камилла также отправляется туда. Там её быстро узнают, поскольку у неё самой есть страница в Инстаграм, куда она загружает свои фотографии по тематике скейтбординга. Девушки из «Скейт-кухни» принимают Камиллу в свою «банду». Со своими новыми подругами Камилла теперь проводит много времени, а маме рассказывает, что ездит в библиотеку.
Однажды Камилла не успевает на поезд и в тот день поздно возвращается домой. Мама очень злится на неё за это, но её негодование ещё больше усиливается, когда она узнаёт, что скейтбординг не остался в прошлом. Она прячет скейтборд от дочери. Тем не менее, на следующий день подруги собирают для Камиллы новый скейт, а Джаней вообще предлагает Камилле пожить у неё. Незадолго до этого Камилле исполнилось 18 лет и она решает уйти из дома. Через некоторое время, прыгая со ступенек, Джаней подворачивает лодыжку и большую часть времени теперь проводит дома. Камилла же устраивается на работу в продуктовый магазин. Там она знакомится с Девоном, который также увлекается скейтбордом и ещё фотографией. Она начинает всё больше времени проводить уже с ним и его друзьями-скейтерами. При этом остальные девушки из «Скейт-кухни» с парнями-скейтерами постоянно конфликтуют.
Со временем Камилла узнаёт, что Девон раньше встречался с Джаней. Рассказать Джаней, что теперь она сама встречается с Девоном Камилла не решается, так как та и так постоянно в подавленном настроении из-за того, что лето ей приходится проводить дома из-за своей травмы. В конце концов, Джаней всё узнаёт сама, когда находит в интернете фотографии Камиллы, сделанные Девоном. Девушки-скейтеры прогоняют Камиллу. Девон предлагает Камилле переехать к нему, но в то же время даёт ей понять, что относится к ней как к сестре и никаких серьёзных отношений у них не будет. Камилла возвращается домой к матери. Она рассказывает ей, что поругалась со своими подругами. Мама советует дочери попросить у них прощение и помириться с ними.

## В ролях
- Рашель Винберг — Камилла
- Нина Моран — Курт
- Арделия Лавлейс — Джаней
- Джулс Лоренцо — Элиза
- Бренн Лоренцо — Куинн
- Кабрина Адамс — Руби
- Аджани Рассел — Индиго
- Джейден Смит — Девон
- Элизабет Родригес — мама Камиллы
- Нико Хирага — Патрик
- Ташиана Вашингтон — Лана
- Эммануэль Барко — Генри Барко
- Александр Купер — Чарли
- Тейлор Грэй — Джаред
- Джуда Лэнг — Дасти
- Малачи Омега — Исайя

## Критика
В целом фильм был хорошо принят критиками. На сайте Rotten Tomatoes рейтинг «свежести» фильма 89 %. У него 74 положительных рецензии из 83. На сайте Metacritic у фильма 72 балла из 100 на основе 29 отзывов. Мэтт Сэйтц на сайте RogerEbert.com поставил фильму 3 звезды из 4. По мнению Пэта Брауна из Slant Magazine этот фильм рассказывает о том, каково быть женщиной в мире мужчин, через метафору скейтбординга, который считается мужским видом спорта. Из негативных моментов критики выделяют слабую драму фильма. Многие критики также сравнивали этот фильм с фильмом «Детки» (1995) Ларри Кларка, при этом отмечая, что «Скейт-кухня» более позитивный.